# Entreprise "zombie"
Une entreprise « zombie » ou « morte-vivante », est une entreprise qui n'est pas ou plus viables, mais surtout qui a été artificiellement maintenue en vie.

## Définition
La définition officielle d’une entreprise zombie, donnée par la Banque des Règlements Internationaux (BRI) est la suivante : « Il s’agit d’une entreprise cotée en bourse, existant depuis plus de 10 ans, et dont le ratio entre l’EBIT (le bénéfice avant paiement des intérêts et impôts) et la charge des intérêts qu’elle supporte est inférieur à un. ».

## Historique
Le terme d’entreprise zombie apparaît dans les années 1980 au Japon lorsque des entreprises ont pu se maintenir en activité grâce à l’octroi de prêts à des taux d’intérêt faibles ; prêts accordés par des banques elles-mêmes en difficulté.

### France
En France la moyenne des défaillances d’entreprise de 2016 à 2019 se situait à un peu moins de 60 000 par an pour chuter à 32 184 en 2020. Le « quoiqu’il en coûte » mis en place à l’occasion de l'épidémie de covid, par le président français Emmanuel Macron et surtout les consignes données à l’URSSAF, grand responsable des dépôts de bilan, d’interrompre toute procédure de liquidation pendant cette période a faussé complètement les statistiques. De nombreuses entreprises qui étaient vouées à disparaître en raison de la crise ont pu survivre grâce au soutien de l'État et à des taux d'intérêt au plus bas.

### Autres pays
En 2024, l'analyse de l’Associated Press révèle que leur nombre brut a augmenté d’un tiers ou plus au cours de la dernière décennie en Australie, au Canada, au Japon, en Corée du Sud, au Royaume-Uni et aux États-Unis.